# Просянка (Крым)
Прося́нка (до 1948 года Абаклы́; укр. Просянка, крымскотат. Abaqlı, Абакълы) — исчезнувшее село в Джанкойском районе Республики Крым, располагавшееся на западе района, в степной части Крыма, примерно в 2,5 км к востоку от современного села Снегирёвка Первомайского района.

### Динамика численности
- 1900 год — 38 чел.[5]
- 1914 год — 34 чел.[6]
- 1915 год — 46 чел.[7]
- 1926 год — 73 чел.[8].

## История
Согласно энциклопедическому словарю «Немцы России», немецкое лютеранское село Абаклы немецкий было основано в Богемской волости Перекопского уезда в 1897 году выходцами из бердянских колоний на месте опустевшего в результате эмиграции крымских татар, особенно массовой после Крымской войны 1853—1856 годов, в Турцию в 1860—1864 годах старинного крымского селения Ачамайлы-Тама.
По «…Памятной книжке Таврической губернии на 1900 год» в посёлке Абаклы числилось 38 жителей в 7 дворах. По данным энциклопедического словаря «Немцы России» в 1914 году население составляло 34 человека. По Статистическому справочнику Таврической губернии. Ч.II-я. Статистический очерк, выпуск пятый Перекопский уезд, 1915 год, в деревне Абаклы-Тама Богемской волости Перекопского уезда числилось 8 дворов с немецким населением в количестве 46 человек приписных жителей и 9 — «посторонних».
После установления в Крыму Советской власти, по постановлению Крымревкома от 8 января 1921 года № 206 «Об изменении административных границ» была упразднена волостная система и в составе Джанкойского уезда был создан Джанкойский район. В 1922 году уезды преобразовали в округа. 11 октября 1923 года, согласно постановлению ВЦИК, в административное деление Крымской АССР были внесены изменения, в результате которых округа были ликвидированы, основной административной единицей стал Джанкойский район и село включили в его состав. Согласно Списку населённых пунктов Крымской АССР по Всесоюзной переписи 17 декабря 1926 года, в селе Абаклы (немецкий) Павловского сельсовета Джанкойского района, числилось 16 дворов, из них 15 крестьянских, население составляло 73 человека. В национальном отношении учтено: 69 немцев и 4 русских. После создания 15 сентября 1931 года Фрайдорфского (переименованного в 1944 году в Новосёловский) еврейского национального района Абаклы включили в его состав, а после разукрупнения в 1935-м и образования также еврейского национального Лариндорфского (переименованного указом ВС РСФСР № 621/6 от 14 декабря 1944 года в Первомайский), село переподчинили новому району. Вскоре после начала Великой Отечественной войны, 18 августа 1941 года крымские немцы были выселены, сначала в Ставропольский край, а затем в Сибирь и северный Казахстан.
С 25 июня 1946 года селение в составе Крымской области РСФСР. Указом Президиума Верховного Совета РСФСР от 18 мая 1948 года, Абаклы переименовали в Просянку. Ликвидировано до 1960 года, поскольку в «Справочнике административно-территориального деления Крымской области на 15 июня 1960 года» селение уже не значилось (согласно справочнику «Крымская область. Административно-территориальное деление на 1 января 1968 года» — в период с 1954 по 1968 годы как село Островского сельсовета Первомайского района). После административных преобразований 1962 и 1965 года — территория Джанкойского района.